# Laguna 69
La Laguna 69 ou Laguna Sesentinueve (de l'espagnol : lac 69) est un petit lac situé à proximité de la ville de Huaraz, dans la région d'Ancash, au Pérou. Il est l'un des 400 lacs présents à l'intérieur du parc national de Huascarán, une réserve de biosphère protégée et classée au Patrimoine mondial par l'UNESCO. Pendant le dégel, le lac est approvisionné en eau par une cascade en provenance du Chacraraju,.

## Présentation
Son nom - lac 69 - vient du fait que le lac n'avait pas de nom avant la création du parc national de Huascarán en 1975. La nécessité d'inclure tous les lacs du parc sur une liste a contraint les autorités à donner un nom basé sur un numéro à tous les lacs qui n'avaient pas de nom traditionnel comme les lacs Allicocha, Auquiscocha ou Palcacocha, dont les noms avaient une origine quechua).
C'est l'une des destinations touristiques les plus importantes de la région, visitée principalement par les amateurs de randonnée et d'alpinisme, étant donné l'accès simple et le paysage spectaculaire. Le sentier de randonnée menant au lagon part du camping Cebolla Pampa et longe le ruisseau qui descend du même lac et forme plusieurs cascades et cataractes,.